# Jardins de l'Humaya
Els Jardins de l'Humaya és un cementiri als afores de la ciutat de Culiacán, a l'estat mexicà de Sinaloa, establert el 1969. El cementiri ha guanyat notorietat pels seus mausoleus luxosos i únics en el seu estil construïts per als membres del Càrtel de Sinaloa morts, motiu pel qual l'indret també és conegut amb el nom del «cementiri dels narcos». Els panteons recorden les cases de la vida real i l'opulència associada al seu estil de vida abans de morir.
Hi ha construccions de dos i fins a tres pisos que tenen il·luminació, terrassa, aire condicionat, sala d'estar, televisió, soterrani i fins i tot cuina, a més de càmeres de videovigilància i internet. Algunes tombes tenen vidres blindats. Les construccions són d'arquitectura moderna i d'altres de més tradicional, i la majoria tenen en les parets fotografies o pintures de les víctimes, però sense el nom que les identifiqui. El panteó més car té un valor de 1,2 milions de dòlars. Aquesta construcció protegeix les restes d'Arturo Guzmán Loera àlies «El Pollo», germà de Joaquín «El Chapo» Guzmán.